# Marseillan (Alti Pirenei)
Marseillan è un comune francese di 207 abitanti situato nel dipartimento degli Alti Pirenei nella regione dell'Occitania.

## Società

### Evoluzione demografica
Abitanti censiti